# Jungermannites keuperianus
Jungermannites keuperianus là một loài rêu tản trong họ Jungermanniaceae. Loài này được (Gasparis) Oostendorp, C. miêu tả khoa học lần đầu tiên năm 1987.